# لویی بال
لویی جیمز بال (به انگلیسی: Lloy James Ball) (زاده ۱۷ فوریه ۱۹۷۲ در فورت‌وین، ایندیانا) بازیکن سابق تیم ملی والیبال ایالات متحده آمریکا است. از لویی به عنوان یکی از بهترین پاسورهای جهان یاد می‌شود. لویی والیبال را از سال ۱۹۹۱ در دانشگاه ایندیانا آغاز نمود. و از سال ۱۹۹۳ تا ۲۰۰۸ عضو دائم تیم ملی آمریکا بود. لویی بال با درخشش خود و تیم ملی آمریکا مدال طلا المپیک ۲۰۰۸ را به دست آورد.

## افتخارات

### جوایز فردی
- بهترین پاسور لیگ جهانی ۲۰۰۵
- باارزش‌ترین بازیکن لیگ جهانی ۲۰۰۵
- بهترین پاسور لیگ قهرمانان والیبال اروپا ۲۰۰۵
- بهترین پاسور جام جهانی ۱۹۹۹